# Amursångare
Amursångare (Acrocephalus tangorum) är en sällsynt och hotad asiastisk fågel i familjen rörsångare inom ordningen tättingar.

## Kännetecken

### Utseende
Amursångaren är en liten (13 cm) och otecknad rörsångare. Ovansidan är rostbeige, undersidan i stort sett vit men beigebrun på flankerna. På huvudet syns ett smalt svart ögonstreck samt ett tydligt vitt ögonbrynsstreck som kantas ovantill av svart. Liknande fältsångaren är mindre rödbrun ovan och har mindre tydligt svart streck ovan ögat, medan svartbrynad rörsångare har mörkare hjässa och tydligare kontrast mellan det svarta strecket ovan ögat och blek hjässmitt. Den senare arten är även generellt mattare och mer olivbrun ovan.

### Läte
Amursångaren sjunger en typisk Acrocephalus-ramsa, medan lätena består av vassa "chik-chik", hårda "chr-chuck" och ett sluddrat "zack-zack".

## Utbredning och systematik
Amursångaren häckar i norra Manchuriet och övervintrar i södra Kina och Thailand. Tidigare behandlades amursångaren som underart till fältsångare alternativt svartbrynad rörsångare men både morfolgiska och genetiska studier visar att den bör behandlas som egen art. Den är närmast släkt med fältsångare men också kortvingad rörsångare. Amursångaren behandlas som monotypisk, det vill säga att den inte delas in i några underarter.

### Familjetillhörighet
Tidigare fördes rörsångarna liksom ett mycket stort antal andra arter till familjen Sylviidae, tidigare kallad rätt och slätt sångare. Forskning har dock visat att denna gruppering är missvisande, eftersom då även välkända och mycket distinkta familjer som svalor, lärkor och stjärtmesar i så fall bör inkluderas. De har därför brutits ut till familjen rörsångare (Acrocephalidae).

## Levnadssätt
I Kina förekommer arten i vassbälten och i Hongkong har den påträffats i vass kring igenväxta fält och fiskdammar. Sentida observationer från Kambodja har gjorts i varierande miljöer i högt gräs, säv och buskmarker. Inget är känt om vare sig dess föda eller häckningsbiologi.

## Status och hot
Amursångaren är en fåtalig art med en världspopulation på högst 10.000 vuxna individer. Den minskar dessutom i antal på grund av habitatförstörelse både i dess häckningsområde och övervintringsområde. Internationella naturvårdsunionen IUCN kategoriserar därför arten som sårbar.